# Смертна кара в Україні

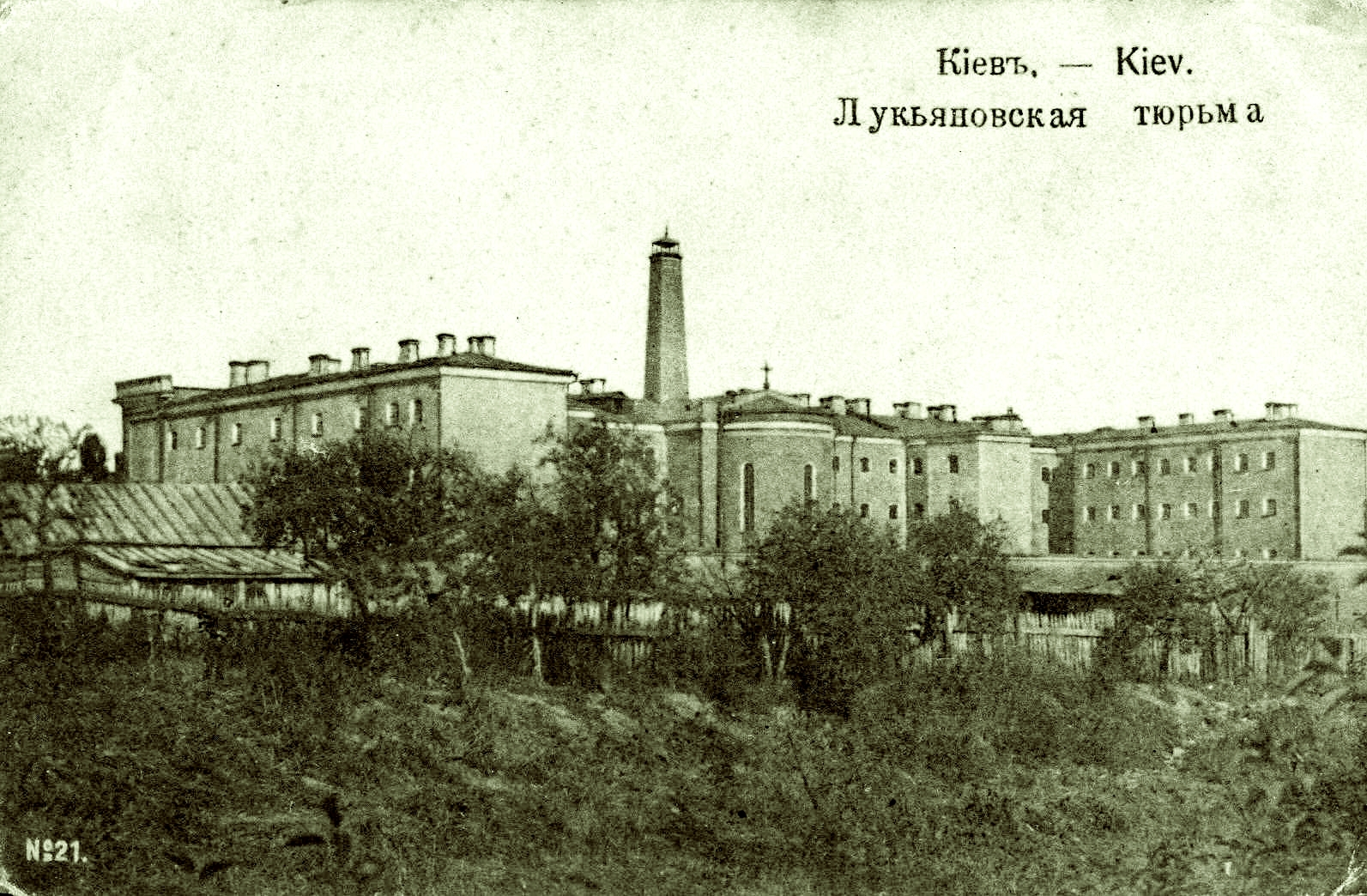
Історичне зображення Лук'янівської в'язниці, де виконували смертні вироки

Смертна кара була найвищою мірою покарання в Україні з моменту проголошення незалежності у 1991 році. Її перестали застосовувати у 1997 році і остаточно скасували у 2000 році.

## Історія
Смертна кара традиційно застосовувалася на територіях сучасної України: від Литовських статутів 16 століття до смертної кари в Радянському Союзі у 20 столітті.
Після розпаду СРСР та встановлення незалежності Україна успадкувала смертну кару, яка була передбачена Кримінальним кодексом Української РСР 1960 року. В оригінальній редакції кодексу стратою каралося вбивства і зґвалтування, зрада батьківщини та інші державні злочини тощо (згодом список злочинів, які каралися смертною карою, був звужений). Формою страти був розстріл.
Смертна кара застосовувалася в Україні протягом 1990-их років. Україна мала один із найвищих показників у світі за кількістю смертних вироків: наприклад, у 1994 році до страти засудили 143 людини і розстріляли 60.
Протягом цього періоду велася активна суспільна дискусія про скасування смертної кари. У 1995 році Україна вступила до Ради Європи і відтак зобов'язалася скасувати смертну кару як умова членства. Попри суспільну та міжнародну критику, страти продовжувалися до 1997 року включно; наприклад, у 1996 році було страчено 167 людей.
Смертна кара перестала застосовуватися у 1997 році. У 1999 році Конституційний суд визнав її неконституційною, а остаточно вона була скасована у 2000 році змінами до Кримінального кодексу. Після скасування смертної кари в Україні найвищою мірою покарання стало довічне позбавлення волі.
Після початку російської війни проти України з 2014 року смертна кара була введена окупаційною владою на окупованих територіях Донеччини та Луганщини. Під час повномасштабного російського вторгнення з 2022 року зафіксовано масові незаконні страти українських військовополонених російськими військовими.